# Alejandro de la Madrid
Alejandro de la Madrid (Ciudad de México, 23 de marzo de 1977) es un actor mexicano.

## Biografía
Nació el 23 de marzo de 1977 en la Ciudad de México. Tiene más de 27 años de carrera actoral ininterrumpida en teatro, cine y televisión. Antes de realizarse como actor, estudió canto, baile y actuación con los más prestigiosos profesores de estas disciplinas. Sus primeras experiencias de trabajo incluyen telenovelas en Televisa tales como: Tú y yo, Soñadoras, Locura de amor, Carita de ángel y Amigas y rivales, Palabra de mujer, Un gancho al corazón y El Hotel de los Secretos, entre otras.
En 2004 se consolida como actor de talla internacional, protagonizando en Colombia y Perú Luna, la heredera —al lado de Gaby Espino y Christian Meier—, Tormenta de pasiones y Sin vergüenza Telenovela.
En teatro ha participado en numerosas puestas en escena, siendo algunas de ellas La historia de Hassan, RIP y Orgasmos, La Comedia, en dos temporadas de Lobos por Corderos y Enfermos de Amor, también protagonizó y produjo Memorama bajo la dirección de Javier Angulo. Actualmente participa en Perfectos Desconocidos.
También ha protagonizado varias películas en México y Estados Unidos, siendo una de ellas Cuatro lunas de Sergio Tovar Velarde, ganadora del «Cabrito de Plata» como mejor largometraje de ficción en el Festival Internacional de Cine de Monterrey (2014). Su actuación en esta película le hizo ganador del Premio Bravo 2015 como mejor actor.  
En los últimos años ha participado en exitosas series, siendo algunas de ellas Fortuna, El señor de los cielos, Guerra de ídolos; protagonizó José José, el príncipe de la canción y Preso No. 1 para Telemundo Recientemente participa en la producción Te acuerdas de mí y La templanza.
Colaboró activamente en los programas de Fomento a la Lectura del INBA con la campaña «Más libros, mejor futuro» y apoya activamente diversas causas y campañas sociales.

## Filmografía

### Películas
| Año  | Título                 | Rol             | Notas        |
| ---- | ---------------------- | --------------- | ------------ |
| 2003 | Sin ton ni Sonia       | Ayudante 1      |              |
| 2009 | El cártel              | Oficial Solana  |              |
| 2010 | Noche sin luna         | Julio Hernández | Cortometraje |
| 2014 | Qué le dijiste a Dios? | Héctor          |              |
| 2014 | Dos                    | Francisco       | Cortometraje |
| 2014 | Cuatro lunas           | Andrés          |              |
| 2023 | Me vuelves loca        | Mario           |              |

### Televisión
| Año       | Título                               | Rol                         | Notas                                                          |
| --------- | ------------------------------------ | --------------------------- | -------------------------------------------------------------- |
| 2000      | Locura de amor                       | Paco Ruelas                 |                                                                |
| 2000      | Carita de ángel                      | Jordy                       |                                                                |
| 2001      | Amigas y rivales                     | Rolando                     |                                                                |
| 2001–2006 | Mujer, casos de la vida real         | Varios roles                | 24 episodios                                                   |
| 2004      | Tormenta de Pasiones                 | Gerardo / Alberto           |                                                                |
| 2004–2005 | Luna, la heredera                    | Rodrigo Lombardo Villaverde |                                                                |
| 2007      | Decisiones                           | Salomón                     | Episodio: «Mecanismo ilusión»                                  |
| 2007      | Sin vergüenza                        | Rafael Valdez               |                                                                |
| 2007–2008 | Palabra de mujer                     | Adrián Vallejo              |                                                                |
| 2008–2009 | Un gancho al corazón                 | Ricardo                     |                                                                |
| 2008–2010 | Mujeres asesinas                     | MarcosHernán                | Episodio: «Patricia, vengadora»Episodio: «Marta, manipuladora» |
| 2009      | Tiempo final                         | Tomás                       | Episodio: «Cumpleaños»                                         |
| 2010      | Gritos de muerte y libertad          | Capitán Ulibarry            | Episodio: «El triunfo del temple»                              |
| 2011      | Amar de nuevo                        | Alejandro                   |                                                                |
| 2011      | El equipo                            | Santana                     |                                                                |
| 2011      | Como dice el dicho                   | Alfonso                     | Episodio: «Las mentiras tienen las piernas cortas: Part 2»     |
| 2013      | Fortuna                              | Roberto Altamirano          |                                                                |
| 2014–2016 | El Señor de los Cielos               | Ignacio Miravalle           | Recurrente (temporadas 2–4); 214 episodios                     |
| 2014–2015 | Amor sin reserva                     | Jesús Zambrano              |                                                                |
| 2016      | El hotel de los secretos             | Alfredo Vergara             |                                                                |
| 2016–2017 | Perseguidos                          | Agente Raúl Uribe           |                                                                |
| 2017      | Guerra de ídolos                     | Rafael Zabala               |                                                                |
| 2018      | José José, el príncipe de la canción | José José                   |                                                                |
| 2019      | Preso No. 1                          | Bautista Fernández          |                                                                |
| 2019      | Claramente                           | Emiliano Solís              |                                                                |
| 2021      | Monarca                              | Ignacio Urrutia             |                                                                |
| 2021      | Te acuerdas de mí                    | Julio Gamboa                |                                                                |
| 2021      | La templanza                         | Andrade                     |                                                                |
| 2021      | No fue mi culpa: México              | Adán                        | Episodio: «Rosaura»                                            |
| 2022      | La rebelión                          | Mauricio                    |                                                                |
| 2023      | Madre de alquiler                    | Arturo Lemus                |                                                                |
| 2024      | Lalola                               | Gastón                      |                                                                |
| 2024      | El juego de las llaves               | Samuel                      |                                                                |
| 2024      | Marea de pasiones                    | Zaid Espino                 |                                                                |
| 2024      | ¿Quién es la máscara?                | PepeNador                   | 13° eliminado                                                  |